# C (аниме)
C (яп. シー СИ) — также [C]: The Money of Soul and Possibility Control — оригинальный аниме-сериал, созданный студией Tatsunoko Production.

## Сюжет
Действие сюжета разворачивается в XXI веке, когда японскому правительству с большим трудом удаётся предотвратить экономический крах страны при содействии с Фондом национального благосостояния. Однако после предпринятых мер в Японии повышается уровень безработицы, а также число преступлений и самоубийств. Кимимаро, воспитанный тётей по материнской линии, после смерти матери и таинственного исчезновения отца, является обычным студентом, чья единственная мечта — жить обычной жизнью со стабильным доходом. Однажды он встречает необычного человека, который предлагает ему большую сумму денег, оставив под залог своё «будущее». Ёга принимает предложение и попадает в неизвестное ему место, т. н. Финансовый Квартал, где он должен принимать участие в еженедельных турнирах (т. н. сделках) со своим Активом, чтобы сохранить свои деньги и не потерять своё «будущее».

## Персонажи

### Главные герои
Кимимаро Ёга (яп. 余賀 公磨 Ёга Кимимаро) — главный герой, девятнадцатилетний студент второго курса экономического университета. Хочет иметь достаточно денег, чтобы жить нормальной жизнью, иметь хороший дом, жену, и детей. Был приглашён Масакаки в Финансовый Квартал и стал там одним из Антрепренёров (сокр. Антре). Его разыскал Микуни и пригласил в Гильдию Простаков, так как его тоже не интересуют деньги, и Микуни видит в нём себя. Кимимаро пытается разобраться в обстоятельствах самоубийства отца из-за банкротства в Финансовом Квартале, а также пытается выиграть с минимальным процентом прибыли, чтобы не навредить будущему Японии. Несколько человек отметили, что Масю является очень мощным активом, что является большим плюсом для Кимимаро, поскольку из-за неё он всё ещё борется в Финансовом Квартале и побеждает. В 10 эпизоде Дженнифер передаёт ему своего актива Джорджа, и он получает чёрную карту, способную начинать или останавливать процесс печати чёрных денег Мидаса. Вторая чёрная карта раньше была только у Микуни.
Сэйю: Коки Утияма
Масю (яп. 真朱) — девушка с рогами, которая является активом Кимимаро, обладает мощными огненными атаками (т. н. Фляциями); очень похожа на актив его отца. По словам Масакаки олицетворяет его будущее (в 9 серии, Кимимаро предполагает, что возможно Масю — его будущая дочь). Более чем другие активы проявляет человеческую сущность и ведёт себя необычно по мнению других Антре, к примеру, ест лапшу (попросила Кимимаро угостить её, увидев, как ест юноша; лапша пришлась ей по вкусу). Кимимаро относится к ней как к простому человеку и в боях старается защитить её. Её инфляциями являются «Выжженная земля» (множественное число атак широким пламенем, преследующие цель; которые часто применяются в качестве Меццофляции) и «Перегрев экономики», её Макрофляция.
Сэйю: Харука Томацу

### Второстепенные персонажи
Масакаки (яп. 真坂木) — таинственный человек, представляющий Финансовый Квартал, выполняющий там административные функции. Приглашает обычных людей стать Антре. Постоянно ухмыляется, носит цилиндр на голове и трость в руке. Каждый Финансовый Квартал имеет своего Масакаки, которые отличаются друг от друга цветом одежды и волос.
Сэйю: Такахиро Сакураи
Соитиро Микуни (яп. 三國 壮一郎 Микуни Со:итиро:) — главный антагонист. Очень сильный Антре, имеющий сразу три Актива. В реальной жизни руководит фирмой и имеет большое влияние на японское правительство и деловые круги страны. Родился в богатой семье и со временем стал помощником своего отца. Его сестра Такако серьёзно болела, японские врачи ничего не могли с этим сделать, нужно было отправить её в одну из американских клиник. Когда финансовое положение семьи стало ухудшаться, отец запретил поездку своей дочери за границу из-за большой стоимости лечения, и сестра Микуни впала в кому. Соитиро поклялся отомстить отцу и после того, как разбогател сам, выкупил у отца его фирму. В Финансовом Квартале основал Гильдию Простаков, члены которой стремятся минимизировать влияние последствий сделок на реальный мир.
Сэйю: Дайсукэ Хосоми
Q (Кью) (яп. キュー Кю:) — главный Актив Микуни. Так же, как и Масю проявляет человеческую сущность, но не так глубоко, как Актив Кимимаро. У неё большая любовь к деньгам Мидаса, она ест их в качестве закуски. Всегда является сонной, имеет опекуна по имени Аврора (Спящая Красавица; является ещё одним из активов Микуни). Её Меццофляция — способность Каннибализация (позволяет ей в буквальном смысле поедать другие Активы и даже Антре), способна использовать её без приказа Микуни. Её Макрофляция может остановить противника и блокировать его действия, не позволяя даже пошевелиться, т. н. «Экономическая блокада». Очень похожа на младшую сестру Микуни.
Сэйю: Саори Гото
Дженнифер Сато (яп. ジェニファー・サトウ) — Агент Международного валютного фонда, расследующая деятельность Финансового Квартала и его влияние на реальный мир, ставшая Антре. Очень любит сладкое и фаст-фуд: в кадре постоянно появляется что-либо жующей. В сделке пыталась остановить Микуни, хотевшего в очередной раз запустить печатный станок «Мидаса», но проиграла, однако успела передать свой Актив Джорджа Кимимаро.
Сэйю: Маюми Асано
Ханаби Икута (яп. 生田 羽奈日 Икута Ханаби) — лучшая подруга и студентка того же университета, что и Кимимаро. Ёга испытывает к ней чувства, хотя у неё уже есть бойфренд.
Сэйю: Юи Макино

## Медиа

### Аниме
Аниме-сериалом руководил режиссёр Кэндзи Накамура. Его трансляция прошла в программном блоке noitaminA телекомпании Fuji TV с 14 апреля по 23 июня 2011 года. Максимальная аудитория сериала составила 3,9 % от общего числа зрителей, средняя — 2,6 %.
Для Накамуры в качестве режиссёра этот сериал стал четвёртым после Ayakashi, Mononoke и Kuuchuu Buranko, созданным для блока noitaminA. Сценаристом C является Нобору Такаги, ранее принимавший участие в создании аниме Baccano! и Durarara!!
Открывающая тема:
«NICO Touches the Walls» — исполняет Matryoshka
Закрывающая тема:
«School Food Punishment» — исполняет RPG
| 1 | Complication «Fukuzatsu» (複雑) | 14 апреля 2011 года |
| Серия начинается с того, что некий человек, испытывающий нехватку денег, участвует в бою на деньги в т. н. Финансовом Квартале с человеком по имени Соитиро Микуни, но проигрывает и на следующий день кончает жизнь самоубийством. Кимимаро Ёга, студент экономического университета, также нуждается в деньгах, для чего работает сразу в двух местах. Однажды вечером его посещает таинственный человек по имени Масакаки и сообщает, что он был выбран, чтобы стать Антре в банке «Мидас». Поначалу Кимимаро не воспринимает его всерьёз, но на следующий день он обнаруживает на своём счету 500000 иен, которые Масакаки называет задатком на будущее. Масакаки выдаёт Кимимаро приглашение в параллельный мир, Финансовый Квартал, и вместе с ним отправляется туда на автомобиле. |                                 |                     |
| 2 | Coincidence «Angō» (暗合)       | 21 апреля 2011 года |
| По прибытии выясняется, что Кимимаро должен вступить в битву (т. н. «сделку») с использованием своего актива — Масю. Не в состоянии до конца разобраться в ситуации, Кимимаро выигрывает только за счёт активных действий и советов Масю. Возвратившись в реальный мир, он узнаёт, что такие бои необходимо проводить каждую неделю. Позже Кимимаро начинает замечать, что в мире его окружают не только обычные деньги, но и чёрные — деньги банка «Мидас», попавшие в реальность. Об этом ему рассказывает нашедший его Микуни, он же заявляет юноше, что готов ему помогать. |                                 |                     |
| 3 | Conspiracy «Inbō» (陰謀)        | 28 апреля 2011 года |
| Начало серии рассказывает о том, что одна из Антре — Дженнифер Сато, является агентом организацией, пытающейся как можно больше узнать о работе Финансового Квартала. Кимимаро навещает свою тётю и находит у неё дневник отца, из которого узнаёт, что тот также заключал сделки в Финансовом Квартале. Чтобы узнать подробности, он снова туда отправляется, и один из тамошних регулярных посетителей — странноватого вида фотограф за небольшую плату (которую, к слову, отдаёт ему Микуни) рассказывает о том, что знает: по его словам отец Кимимаро обанкротился после одной из сделок и вскоре покончил жизнь самоубийством. Кимимаро готовится к проведению следующей сделки и узнаёт, что его противник — преподаватель института профессор Эбара.                              |                                 |                     |
| 4 | Conversion «Tenkan» (転換)      | 5 мая 2011 года     |
| Кимимаро побеждает своего преподавателя. На следующий день он узнаёт от Эбары ужасающую правду об игре, где залог — будущее человека: у Эбары исчезают все дети, и теперь даже его жена не помнит, что они у них когда-то были. Кимимаро становится свидетелем битвы с участием Микуни, где тот побеждает с перевесом всего в 1 %. Он узнаёт о существовании особой Гильдии, члены которой стремятся минимизировать влияние Финансового Квартала, в связи с чем стараются выигрывать с минимальным преимуществом: тогда и на проигравшем поражение скажется в реальной жизни минимальным образом. |                                 |                     |
| 5 | Сultivation «Shuuren» (修練)    | 12 мая 2011 года    |
| Проникнутый идеей Гильдии, но ещё не планирующий действовать с ней заодно, Кимимаро пытается одержать победу с минимальным перевесом, однако из-за несогласованных с Масю действий проигрывает. Юноша начинает беспокоиться и активно опрашивать всех близких, пытаясь разузнать каким образом на него повлиял проигрыш. |                                 |                     |
| 6 | Сonflict «Kattō» (葛藤)         | 19 мая 2011 года    |
| Будущий соперник Кимимаро по сделке богатый и знаменитый благотворитель Ко Сэннодза предлагает юноше отказаться от боя, заплатив половину своего состояния, но Ёга отказывается. В тяжёлом бою он побеждает. Дженнифер выходит на связь с Кимимаро и сообщает ему, что Микуни пытается минимизировать вред от сделок в Финансовом Квартале использованием в реальном мире заработанных им денег «Мидаса», что, по ею мнению, неизвестно каким образом скажется на экономике в будущем. |                                 |                     |
| 7 | Composition «Sosei» (組成)      | 26 мая 2011 года    |
| Первая часть серии рассказывает о прошлом Микуни: его отец, испытывавший финансовые проблемы, отказал дочери в полёте к зарубежным специалистам, и та впала в кому. Микуни же решает сфокусироваться на бизнесе и вскоре начинает совершать сделки в Финансовом Квартале. Вторая часть начинает рассказом Масю о том, что она думает о Кимимаро. Сам Ёга в Финансовом Квартале вступает в драку с другим Антре, своими действиями оскорбившем свой Актив. Однажды ночью он замечает, что с лица города исчезло два небоскрёба. |                                 |                     |
| 8 | Сonfidence «Shinyō» (信用)      | 2 июня 2011 года    |
| На улицах города продолжают исчезать здания и люди. Кимимаро предотвращает самоубийство Эбары, однако на следующий день тот погибает в автокатастрофе. Расположенный в Сингапуре Юго-Восточный Азиатский Финансовый Квартал объявляется банкротом и начинает исчезать, грозя обвалить и Японский. |                                 |                     |
| 9 | Сollapse «Kari» (仮)            | 9 июня 2011 года    |
| Вслед за Кварталом в Сингапуре исчезают Гонконг и Шанхай. В обмен на 20 лет будущего Микуни, как обладатель чёрной карты, приказывает Масакаки запустить печатный станок «Мидаса» и ввести в оборот огромное количество денег, надеясь минимизировать ущерб экономики Японии: вместе с членами Гильдии он инвестирует средства в организации по всей стране. Однако это приводит к ещё более худшим последствиям для настоящего: увеличивает бедность, сокращается рождаемость и падает моральный облик общества, повышается уровень преступности. |                                 |                     |
| 10 | Сollision «Shoutotsu» (衝突)    | 16 июня 2011 года   |
| Пытаясь предотвратить вливание новых денег «Мидаса» в реальный мир и растрату будущего, Дженнифер Сато и Кимимаро решают остановить Микуни и Гильдию. Кимимаро одолевает одного из представителей Гильдии. Надеясь заполучить чёрную карту, Дженнифер вызывает Микуни на сделку, но проигрывает, однако успевает передать свой Актив Джорджа Кимимаро. После этого Кимимаро сам заполучает чёрную карту, и для контроля над печатным станком Микуни ничего не остаётся кроме как вызвать Ёгу на сделку. |                                 |                     |
| 11 | Сontrol (future) «Mirai» (未来) | 23 июня 2011 года   |
| В результате упорной битвы побеждает Ёга. Он объявляет о выкупе заложенного будущего: Активы Финансового Квартала исчезают, в последний момент Масю успевает поцеловать Кимимаро. Ёга возвращается в реальность со слегка изменившимся будущим и обнаруживает, что официальной валютой Японии теперь является доллар. |                                 |                     |

## Терминология мира
- Финансовый Квартал (яп. 金融街 Кинъю:гай)

Альтернативная реальность, где Антре способны проводить операции с использованием денег «Мидаса». Такие районы существуют в каждом экономическом мегаполисе мира. Залогом в Финансовом Квартал служит будущее Антре; совершаемые там сделки способны влиять на реальный мир: чем крупнее проигрыш Антре, тем сильнее это сказывается на реальной жизни и может повлечь всё, что угодно, так, проигрыш главы крупной корпорации может повлечь за собой её полное банкротство, либо привести к смерти его родственников. Чтобы минимизировать влияние этого мира на реальный, некоторые игроки стараются выигрывать с минимальной разницей: тогда и ущерб от проигрыша оказывается минимальным.
- Антре (яп. アントレ Анторэ, от англ. Entre), или Антрепренёры

Человек, заключающий сделки в Финансовом Квартале. Залогом начальной суммы, которую он получает, — Активом, становится его будущее. Антрепренёр обязательно должен участвовать в одной сделке раз в неделю.
- Актив (яп. アセット Асэтто, от англ. Asset)

Существо, подчиняющееся Антре, представляющее собой материализованную часть его будущего и выражающее его финансовое благосостояние. Имеют разную форму: от обычной «человеческой» до фантастической и похожей на механизмы. В сделках Актив способен совершать атаки (т. н. фляции) трёх уровней мощности: Микро (от 100 тыс.), Меццо (от 1 млн.) и Макро (от 10 млн.). Общая стоимость всех Активов отображается на гигантском дисплее, расположенном в центре Финансового Квартала и зависит от общего положения дел в экономике региона, его представляющего.
- Сделка (яп. ディール Ди:ру, от англ. Deal)

Битва между двумя Антре и их Активами. Каждая сделка продолжается 666 секунд (11 минут, 6 секунд). При этом каждое повреждение, нанесённое Антре или его Активом сопернику, увеличивает размер его счёта на сумму, аналогичную той, что теряет в результате атаки соперник. При потере всех денег на счету Антре становится банкротом и теряет своё будущее и Актив, а также место в Финансовом Районе. Сделки обязательны для всех Антре и проводятся раз в неделю. При этом есть возможность отказаться от её проведения — заплатив сумму, равную половине состояния одного из соперников.
- Деньги «Мидаса» (яп. ミダスマネー Мидасу Манэ:, от англ. Midas Money)

Тип денег, используемый в Финансовом Квартале, также проникший и в реальный мир. Такие деньги представляют собой чёрные купюры, цвет которых от обычных денег способен отличить только Антре. Запускать и останавливать станок по печати денег «Мидаса» способен исключительно Антре с особой, чёрной картой. Долгое время таковой обладал только Соитиро Микуни, однако в 10 серии ею овладел и Кимимаро.